# 1499-1490 v.Chr.
De jaren 1499-1490 v.Chr. (van de christelijke jaartelling) zijn een decennium in de 15e eeuw v.Chr..

## Gebeurtenissen

### Europa
- 1500 v.Chr. - Herders verkennen de steppes van Eurazië, nederzettingen staan met elkaar in contact.
- 1500 v.Chr. - In Nederland worden veengebieden opengelegd, handelaren ruilen vee, graan, zout en bont.

### Afrika
- 1500 v.Chr. - Vanuit Iberië (Spanje) leert men in het noorden van Afrika brons kennen. In de Sahara wordt koper bewerkt.

### Egypte
- 1500 v.Chr. - De eerste Fenicische handelssteden ontstaan langs de Middellandse Zee.
- Arameeërs en Israëlitische stammen vestigen zich in Palestina.
- 1498 v.Chr. - Farao Thoetmosis I voert een buitenlandse expansiepolitiek.
- Na een succesvolle veldtocht wordt Koesj met haar rijke goudmijnen een Egyptische kolonie.
- 1495 v.Chr. - Thoetmosis I tracht een openlijk conflict met het in opkomst zijnde Mitanni te voorkomen.
- 1492 v.Chr. - Koning Thoetmosis II (1492 - 1479 v.Chr.) de vierde farao van de 18e dynastie van Egypte.
- Thoetmosis II is getrouwd met zijn halfzuster Hatsjepsoet.
- 1491 v.Chr. - Er breekt een opstand uit aan de Nubische grens.
- De uittocht van de Israëllieten uit Egypte? Deze uittocht wordt beschreven in het Bijbelboek Exodus.
- 1490 v.Chr. - Farao Thoetmosis II stuurt een militaire expeditie naar Nubië.

### Mesopotamië
- 1500 v.Chr. - Koning Kirta (1499 -1490 v.Chr.) is heerser over het koninkrijk Mitanni.
- 1490 v.Chr. - Koning Shuttarna I (1490 - 1470 v.Chr.) volgt zijn vader Kirta op.

### Kreta
- 1500 v.Chr. - Het begin van de Laat-Minoïsche tijd tot ± 1350 v.Chr. waar de recente paleizen van Knossos en Phaistos worden gebouwd.

### Griekenland
- 1500 v.Chr. - Griekse kolonisten bouwen handelssteden in Klein-Azië en op Milos (Melos) en Kreta.

### India
- 1500 v.Chr. - De Indo-Europese stammen van de Ariërs (Arya) dringen vanuit het noordwesten India binnen en vestigen zich in de Gangesvlakte.
- Deze periode is voor India het begin van de vroeg-Vedische tijd tot ± 1000 v.Chr. De Ariërs zijn met hun door paarden getrokken strijdwagens, beter uitgerust dan de Indische bewoners.
- In India ontstaat de boerencultuur: er worden afzonderlijke hoeves opgericht en er wordt vee geteeld in afzonderlijke kuddes. Er is weinig graancultuur.

### Noord-Amerika
- 1500 v.Chr. - In het noordoostelijke gebied van de huidige staat Louisiana langs de Mississippi ontwikkelt zich de Poverty Point cultuur. Het zijn jagers en verzamelaars, die zich beschermen in een systeem van concentrische ringen en wallen.

Voor deze tijd worden gebeurtenissen per eeuw aangegeven omdat de onzekerheid in de tijdbepaling steeds groter wordt.
1499-1490 · 1489-1480 · 1479-1470 · 1469-1460 · 1459-1450 · 1449-1440 · 1439-1430 · 1429-1420 · 1419-1410 · 1409-1400 · >>